# Clientis Bank Toggenburg
Die Clientis Bank Toggenburg AG mit Sitz in Kirchberg ist eine im Toggenburg verankerte Schweizer Regionalbank.

## Geschichte
Die Clientis Bank Toggenburg wurde 1911 in der Form einer öffentlich-rechtlichen Körperschaft als Spar- und Leihkasse Kirchberg durch einen Zusammenschluss von drei damals in der Gemeinde Kirchberg tätigen Banken gegründet. Es waren dies der Sparverein Kirchberg, die Ersparnisanstalt Kirchberg und die Spar- und Leihkasse Kirchberg AG. Im Jahr 2000 wurde die Spar- und Leihkasse Kirchberg von einem Gemeindeinstitut in eine voll privatisierte Aktiengesellschaft umgewandelt. 2006 übernahm sie die 1901 gegründete Spargenossenschaft Mosnang und änderte gleichzeitig ihren in Namen in Clientis Bank Toggenburg AG.

## Gliederung
Neben ihrem Hauptsitz verfügt die Bank über Geschäftsstellen in Bazenheid und Mosnang. Ihr Tätigkeitsgebiet liegt traditionell in den Bereichen Hypothekarfinanzierungen, Zahlen, Anlegen und Vorsorge, Private Banking sowie Bankgeschäfte mit kleinen und mittleren Unternehmen.
Die Clientis Bank Toggenburg ist als selbständige Regionalbank der Entris Holding AG angeschlossen. Innerhalb der Entris Holding AG gehört sie zur Teilgruppierung der Clientis Banken.